# 11161 Daibosatsu
11161 Daibosatsu eller 1998 BA8 är en asteroid i huvudbältet som upptäcktes den 25 januari 1998 av den japanska astronomen Takao Kobayashi vid Ōizumi-observatoriet. Den är uppkallad efter det japanska berget Daibosatsu.
Asteroiden har en diameter på ungefär 4 kilometer.